# بيت هيرمان (مدرب كرة سلة)
بيت هيرمان (بالإنجليزية: Pete Herrmann)‏ هو مدرب كرة سلة أمريكي، ولد في 27 أغسطس 1948.